# Frank Quitely
Vincent Deighan, dit Frank Quitely, né le 18 janvier 1968, est un dessinateur écossais de comics, né à Glasgow. Son pseudonyme est une anagramme de l'expression quite frankly (« en toute franchise »).

## Biographie
Après avoir travaillé pour Electric Soup, Quitely est engagé par le David Bishop du Judge Dredd Megazine. On lui confie Shimura écrit par Robbie Morrison et la série du Missionary Man par Gordon Rennie et il prend rapidement de l'envergure, se retrouvant dans les cinq artistes préférés des fans dans le sondage de fin d'année.
Ses travaux américains incluent The Authority (avec le scénariste et copain écossais Mark Millar), New X-Men et The Invisibles. Il collabore souvent avec le scénariste écossais Grant Morrison. En décembre 2004, il signe un contrat d'exclusivité de deux ans avec DC Comics, où il travaille sur All-Star Superman. La série en 12 épisodes, écrite par Grant Morrison, est paru de novembre 2005 à 2007.

## Œuvres
(Liste non exhaustive. Les titres suivis d'un * ont été traduits en français.)
- 2020 Visions (DC/Vertigo) (1 à 3) avec Jamie Delano 1997
- All-Star Superman(DC Comics) (1 à 12) avec Grant Morrison
- The Authority (DC/Wildstorm) (épisodes 13 à 16, 19 à 20, 22) avec Mark Millar *
- Batman: The Scottish Connection (DC Comics) *
- Batman And Robin #1-3 (DC) 2009
- Blackheart (Dark Horse) (DHP 91-93) Réédition US.
- Captain America : Red White and Blue *
- Daredevil #65 (Marvel Comics) avec divers artistes
- Flinch #12 (DC/Vertigo) 2000
- Flex Mentallo (DC/Vertigo) avec Grant Morrison
- Gangland #1 (DC/Vertigo) 1998
- The Greens (dans Electric Soup 1 à 16) 1989-1993
- Heartthrobs #2 (DC/Vertigo) 1999
- The Invisibles vol. 3, #1 (dernier épisode; la série était numérotée à l'envers) (DC/Vertigo) avec Grant Morrison
- JLA: Earth 2 (DC Comics), avec Grant Morrison *
- The Kingdom : Offspring (février 99), avec Mark Waid
- Missionary Man (dans Judge Dredd Megazine) avec Gordon Rennie
- New X-Men (Marvel Comics) (plusieurs épisodes) avec Grant Morrison *
- Buck Roachers in the Plenty Spliff Century(dans Northernlightz) 1999-2001 avec Alan Grant.
- Sandman: Endless Nights (DC/Vertigo) avec Neil Gaiman et divers artistes *
- Shimura (dans Judge Dredd Megazine vol.2 #37-39, 1993)
- Transmetropolitan #4-6 (DC/Vertigo) (1997-1998) couvertures.*
- WE3 (DC/Vertigo) (2004-2005) avec Grant Morrison*

## Récompenses
- 2005 : Prix Eisner du meilleur dessinateur/encreur pour We3
- 2006 : Prix Eisner de la meilleure nouvelle série pour All-Star Superman (avec Grant Morrison)
- 2007 : 
  - Prix Eisner de la meilleure série pour All-Star Superman (avec Grant Morrison)
  - Prix Harvey du meilleur dessinateur pour All-Star Superman
- 2008 : Prix Harvey de la meilleure série (avec Grant Morrison) du meilleur dessinateur pour All-Star Superman ; du meilleur épisode pour All-Star Superman n°8 (avec Grant Morrison)
- 2009 :
  - Prix Eisner de la meilleure série pour All-Star Superman (avec Grant Morrison)
  - Prix Harvey de la meilleure série pour All-Star Superman (avec Grant Morrison)
- 2011 :  Prix Peng ! de la meilleure bande dessinée nord-américaine pour All-Star Superman (avec Gran Morrison)